# Джордж Голдинґ
Джордж Голдинґ (англ. George E.B. Holding; нар. 17. Квітень 1968, Ралі, штат Північна Кароліна) — американський юрист і політик. З 2013 по 2021 рік він представляв штат Північна Кароліна в Палаті представників США.

## Кар'єра
Джордж Голдинґ закінчив Університет Вейк-Форест у Вінстон-Сейлемі. Здобувши ступінь у юридичних науках у тому ж університеті та вступивши до адвокатури в 1996 році він почав займатися цією професією в юридичній фірмі. У 1998 році він покинув цю посаду і працював юридичним радником апарату американського сенатора Джессі Гелмса. У 2001 та 2002 роках він знову працював адвокатом у адвокатській конторі в Ралі. Потім він працював у Федеральній прокуратурі з 2002 по 2011 рік. До 2006 року він був заступником, а потім фактичним прокурором штату у східному окрузі штату Північна Кароліна. Як політик, він вступив до Республіканської партії.
На виборах до Конгресу 2012 року Голдинґ переміг у 13-му Виборчому окрузі Північної Кароліни з 57 відсотками голосів проти демократа Чарльза Малоуна до Палати представників США у Вашингтоні, округ Колумбія, де він 3 січня 2013 року змінив на посаді наступного кандидата Бреда Міллера. Після переобрання у 2014 році він був від 3 січня 2015 р. черговий дворічний термін на посаді конгресмена. Оскільки його виборчий округ був розформований в ході реструктуризації перед виборами в листопаді 2016 року, він вступив у внутріпартійні праймеріз із чинним представниці від 2-го виборчого округу до Конгресу Північної Кароліни, Рені Елмерс. Він переміг її та іншого кандидата-представника Руху чаювання. На загальних виборах він боровся проти демократа Джона П. МакНіла, адвоката з Ролі. Голдинґ переміг на виборах і, таким чином, зміг бути конгресменом ще один дворічний термін. Він також був переобраний у 2016 та 2018 роках. У 2020 році він не балотувався знову, у його окрузі до Конгресу була обрана Дебора К. Росс від Демократичної партії. Депутатство Голдинґа закінчилося 3 січня 2021 року.
Джордж Голдинґ одружений і має чотирьох дітей.

## Вебпосилання
- Голдинґ на Інтернет-сторінці Конгресу [Архівовано 13 липня 2016 у Wayback Machine.](англ.)
- Біографічна довідка Конгресу [Архівовано 17 січня 2021 у Wayback Machine.](англ.)